# 握手

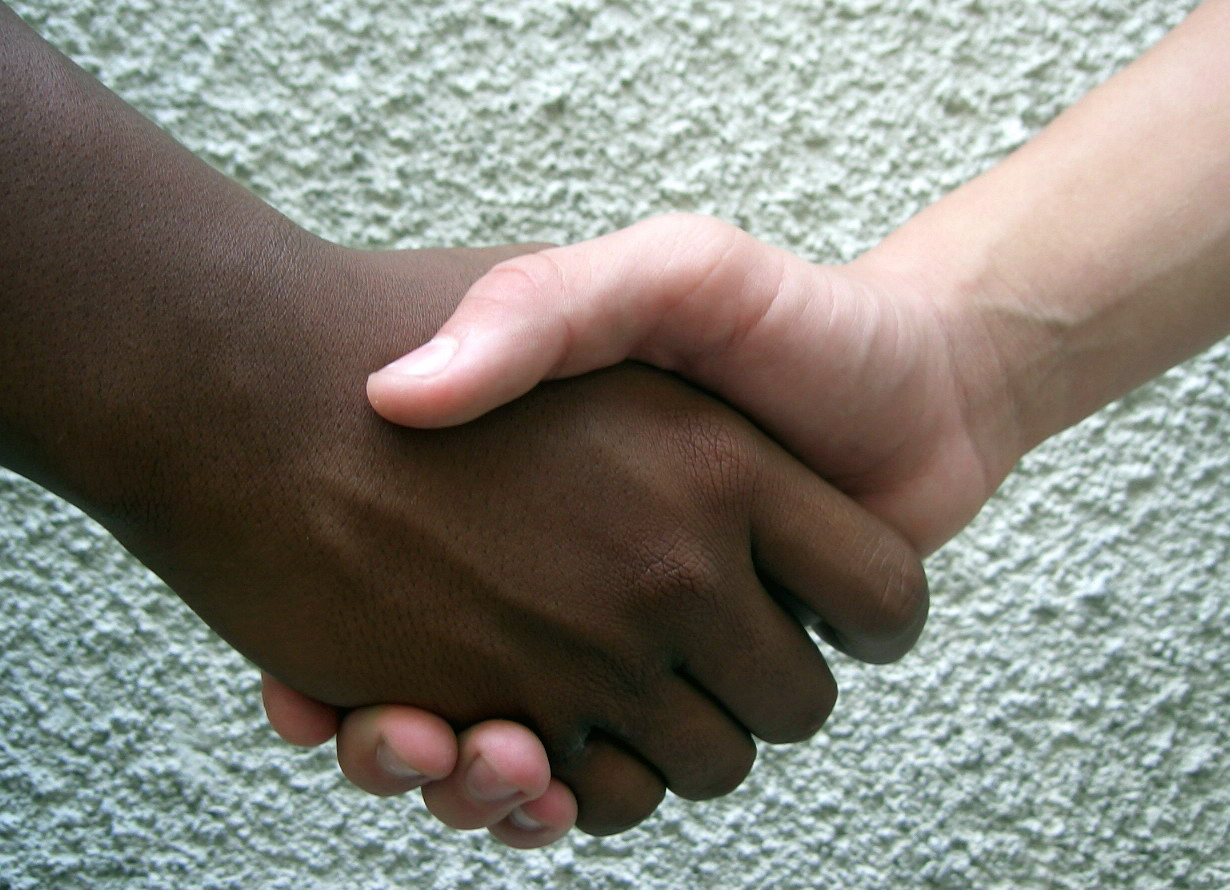
握手

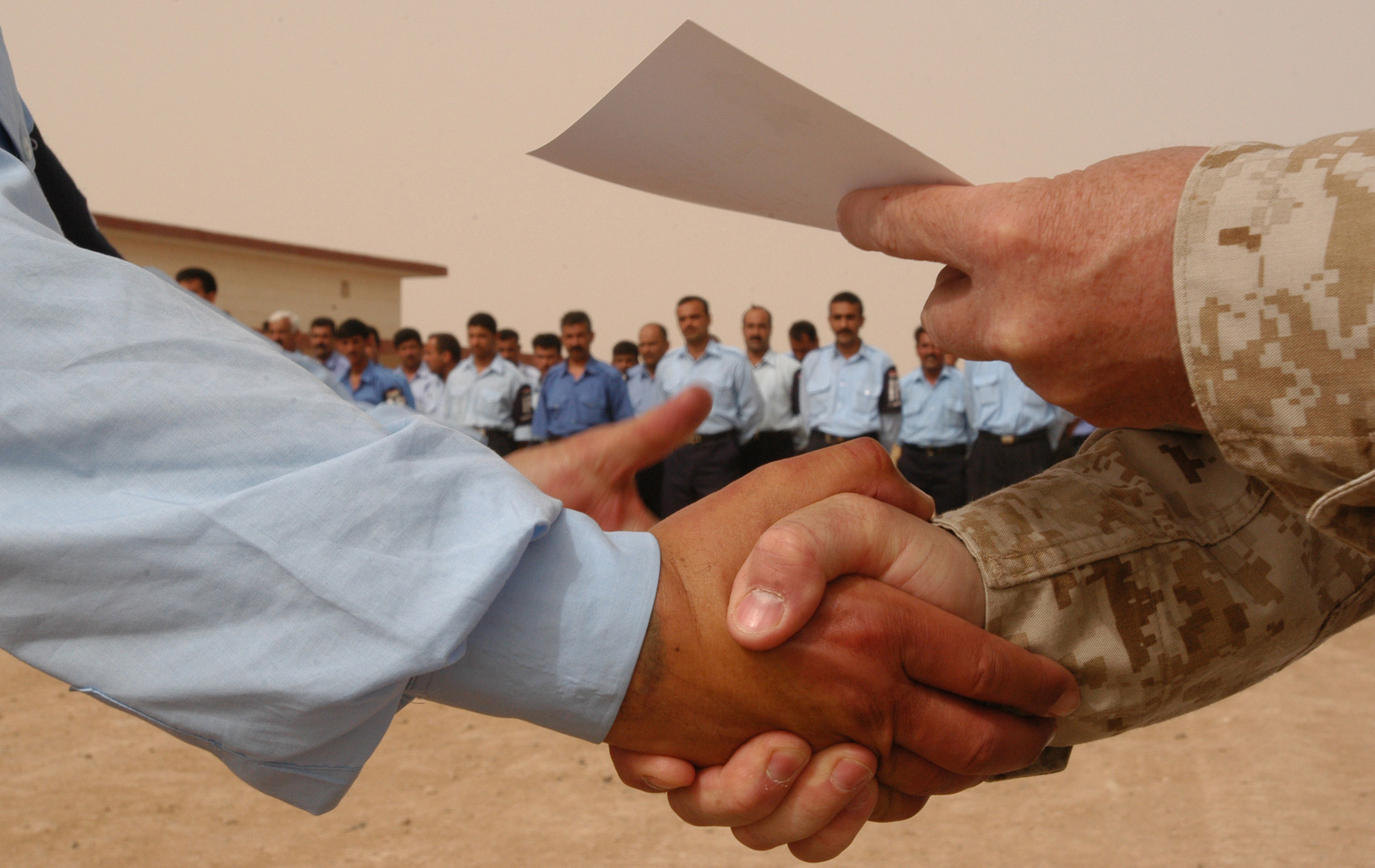
一边用左手递证书，同时用右手握手。

握手是一种短暂的礼节，两个人握住对方的左手或右手，通常伴有兩手的简短摇动。通常在会议，离开，祝贺或达成一致时握手。握手的目的是表达信任、協調及平等，可能发源于说明手中没有武器的手势。在英語系國家，男性比女性更有可能會握手，但是在商业场合，不论男女握手都是标准的礼节。握手時握得太牢的話，會被認為是一種體現強權或屈從的沒趣之事。在商業、政治、社交上的一個受國際廣泛使用的的方式。部分人會以別人握手的方式時，分析出他的性格。不過在2008年，英國倫敦大學早前進行一項研究，發現人們雙手經常沾滿各類細菌，與人見面打招呼時，握手比親臉頰更容易傳播病菌。

## 握手的禮儀
握手除了力度很重要以外，誰先伸手也是握手很重要的一環：
- 女士先伸手
- 長輩先伸手
- 上級先伸手
- 主人先伸手[4]

## 习俗
握手有多種不同的習俗，有些是通用而有些只適用於某些特定文化圈：
- 拒絕握手會普遍被視為不當，大部份社交圈子都會由社會階級較高的一方主動開始握手。
- 有些地方的人會用兩隻手來握手，但大部分地方的人都是握右手。
- 童軍及劍擊運動員都會明確地使用左手握手，這是由於他們的右手分別持着旗和劍的緣故。
- 秘密結社及兄弟會通常會使用特定的秘密握手形式作識別夥伴之用。
- 在美國文化中有一種“兄弟握手”（Soul Brother Handshake，其中Soul Brothers是黑人間互稱弟兄的稱呼），又叫“力量”或“團結”握手，始於1960年代，由非裔美國男性開始使用的，至今亦廣為不同種族的人使用，尤其被年青人用於表達深厚的友誼。通常由三個動作組成，開始的是傳統的掌對掌握手，接着是兩隻拇指很快地互握一下，最後是兩人各用其餘四隻手指鈎着互握（像鐵路上的連結器那樣）。變種包括在上述最後加上high five那樣的擊掌、拳頭互碰、上拳擊下拳、假裝互摑耳光或指關節互擦。
- 在伊斯蘭教中，握手是一個古老的傳統禮節，握手同時會以阿拉伯語的“祝你平安”（Assalamu alaikum）來問候對方。
- 2003年台灣發生SARS疫情後，為防止傳染病蔓延，在中華民國由衛生署（今 衛生福利部）推動「拱手不握手」，鼓勵民眾以不會直接接觸雙手的拱手取代握手做為表達禮貌的方式。
- 2020年COVID-19疫情擴及全球，為避免病毒擴散，開始興起以擊拳（Fist bump）或碰肘（elbow bump、，又稱「擊肘」）取代握手。武汉人因应瘟疫情况，发明了脚碰脚的打招呼礼仪。[5]